# Емешевское сельское поселение
Емешевское се́льское поселе́ние — муниципальное образование в Горномарийском районе Марий Эл Российской Федерации.
Административный центр — село Емешево.

## История
Статус и границы сельского поселения установлены Законом Республики Марий Эл от 18 июня 2004 года № 15-З «О статусе, границах и составе муниципальных районов, городских округов в Республике Марий Эл».

## Население
| 2002  | 2010  | 2011  | 2012  | 2013  | 2014  | 2015  | 2016  | 2017  |
| ----- | ----- | ----- | ----- | ----- | ----- | ----- | ----- | ----- |
| 1958  | ↘1730 | ↘1717 | ↘1658 | ↘1597 | ↘1559 | ↘1521 | ↘1490 | ↘1481 |
| 2018  | 2019  | 2020  | 2021  | 2023  |       |       |       |       |
| ↘1441 | ↘1390 | ↘1380 | ↘1343 | ↘1330 |       |       |       |       |

## Состав сельского поселения
| №  | Населённый пункт    | Тип населённого пункта       | Население |
| -- | ------------------- | ---------------------------- | --------- |
| 1  | Вержуково           | деревня                      | ↗88       |
| 2  | Емешево             | село, административный центр | ↘257      |
| 3  | Заовражные Пертнуры | деревня                      | ↘71       |
| 4  | Запольные Пертнуры  | деревня                      | ↘144      |
| 5  | Копань              | деревня                      | ↗87       |
| 6  | Красная Горка       | деревня                      | ↗69       |
| 7  | Луково              | деревня                      | ↘58       |
| 8  | Пальтикино          | деревня                      | ↗47       |
| 9  | Панькино            | деревня                      | ↘164      |
| 10 | Парастаево          | деревня                      | ↘80       |
| 11 | Пертнуры            | село                         | ↘102      |
| 12 | Сарапаево           | деревня                      | →107      |
| 13 | Сумки               | село                         | →2        |
| 14 | Тебяково            | деревня                      | ↗24       |
| 15 | Эпаево              | деревня                      | ↗13       |
| 16 | Ямолино             | деревня                      | ↘274      |
| 17 | Янькино             | деревня                      | ↘135      |

- В 2023 году деревня Тодымваж вошла в состав деревни Запольные Пертнуры[19].
- В 2025 году деревня Малое Микряково вошла в состав деревни Луково[20].